# Elisabeth Zehetner (Politikerin)

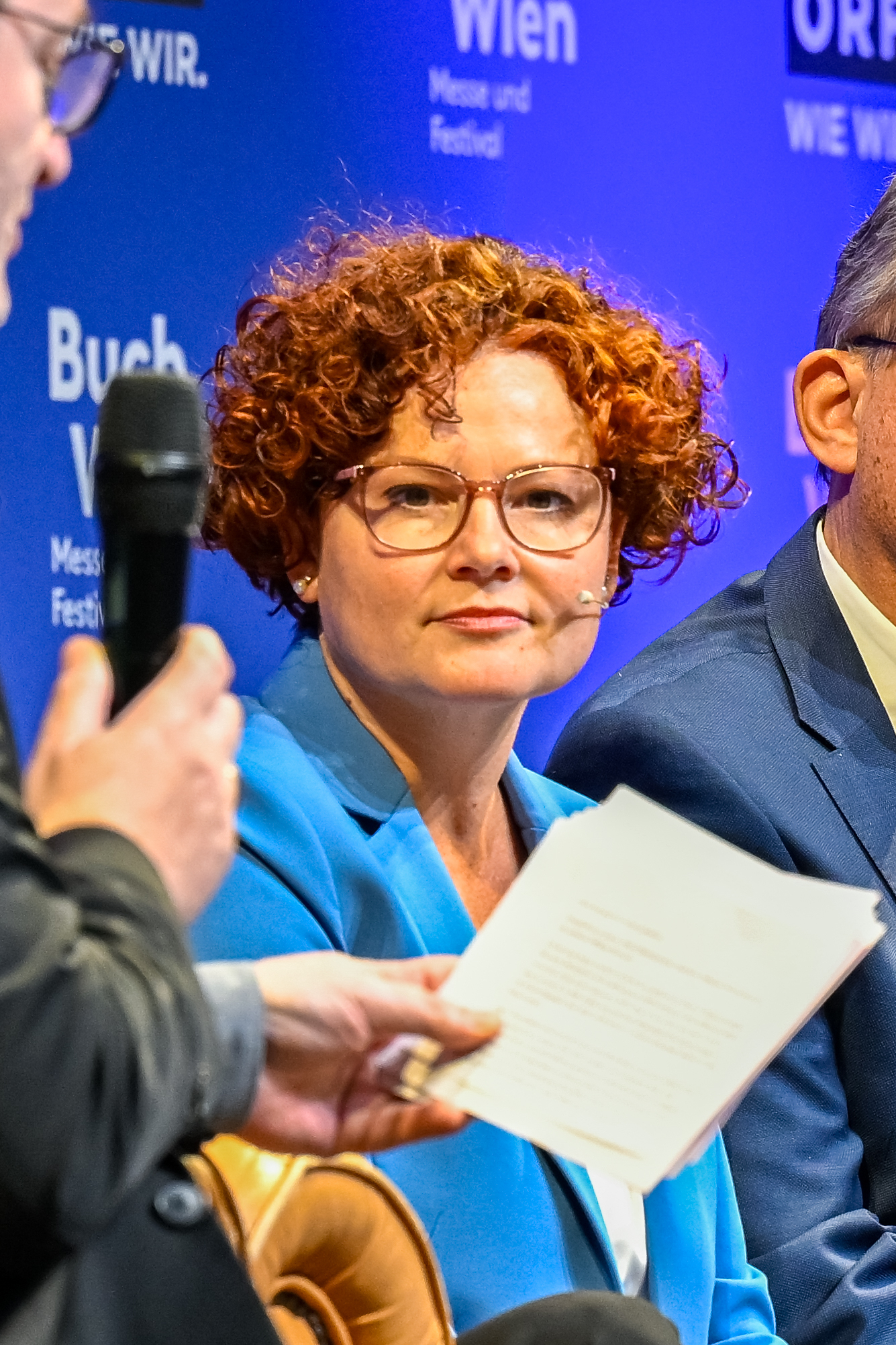
Elisabeth Zehetner auf der Buch Wien 2024

Elisabeth Zehetner, auch Elisabeth Zehetner-Piewald, (* 19. März 1977 in Oberösterreich) ist eine österreichische Politikerin der Österreichischen Volkspartei (ÖVP). Seit dem 3. März 2025 ist sie in der Bundesregierung Stocker als Staatssekretärin im Bundesministerium für Arbeit und Wirtschaft (bis zum 2. April 2025) bzw. Bundesministerium für Wirtschaft, Energie und Tourismus (seit dem 2. April 2025) tätig.

## Leben
Elisabeth Zehetner studierte ab 1995 an der Universität Wien Französisch und eine Fächerkombination aus Politikwissenschaften, Italianistik, Arabistik. Das Studium schloss sie 2000 als Magistra mit einer Diplomarbeit zum Thema La politique linguistique tunisienne sous le règne du Président Bourguiba ab. An der FHWien der WKW war sie von 2001 bis 2004 Lektorin im Studiengang Kommunikationswirtschaft.
Sie war von 2003 bis 2022 in der Wirtschaftskammer Österreich tätig, unter anderem als Bundesgeschäftsführerin der Jungen Wirtschaft, des Gründerservice und von Frau in der Wirtschaft. 2022 gründete sie den Think-Tank OEcolution Austria. Dieser wurde beispielsweise von Greenpeace als „Fake-NGO der Wirtschaftslobbyisten“ bezeichnet und würde laut Greenpeace dazu dienen, Greenwashing zu finanzieren. Sie lebt mit ihrer Tochter in Niederösterreich.
Am 28. Februar 2025 wurde sie als Staatssekretärin in der Bundesregierung Stocker zur Unterstützung von Minister Wolfgang Hattmannsdorfer im Wirtschaftsministerium für die Bereiche Startups, Energie und Tourismus präsentiert.

## Publikationen (Auswahl)
- 2024: Im Namen des Klimas: warum die Zukunft mehr Vernunft braucht, ecoWing, Salzburg/Wien 2024, ISBN 978-3-7110-0339-3.
- 2025: Anpacken und anpassen: So werden wir klimafit, ecoWing, Elsbethen 2025, ISBN 978-3-7110-0366-9.